# (1060) Magnolia
(1060) Magnolia – planetoida z pasa głównego asteroid okrążająca Słońce w ciągu 3 lat i 128 dni w średniej odległości 2,24 au. Została odkryta 13 sierpnia 1925 roku w Landessternwarte Heidelberg-Königstuhl w Heidelbergu przez Karla Reinmutha. Nazwa planetoidy pochodzi od magnolii, rodzaju drzew i krzewów. Przed nadaniem nazwy planetoida nosiła oznaczenie tymczasowe (1060) 1925 PA.